# Берин, Аркадий Иосифович
Берин, Аркадий Иосифович — Художественный руководитель и главный дирижёр оркестра International Symphony Orchestra of Germany (с 2003 г.) и Московского симфонического оркестра (в 2009 году). Родился в 1945 г. в Белоруссии. Имеет два высших образования, аспирантуру, стажировки в Московской и Ленинградской консерваториях, в известных симфонических оркестрах страны).
С 1968 А. Берин преподаватель, позднее доцент, заведующий кафедрой дирижирования Белорусской Государственной консерватории. Руководимый им духовой оркестр Белорусской Академии Музыки стал в 1998 г. обладателем Гран-При на международном конкурсе в Люксембурге, проводимом ЮНЕСКО. С конца 90-х г. г. А. Берин выступает как гастролирующий дирижёр с различными европейскими симфоническими оркестрами в Италии, Германии, Нидерландах, Англии, Венгрии, Польше, Бельгии, Франции, Турции, Австрии, Люксембурге, Лихтенштейне, России и всемирно известными солистами: Ю. Башмет, М. Майский, Г. Фейдман, Х. Каррерас, Д. Григорян, Д. Мюллер-Шотт, Н. Петров, А. Гиндин, Эл Ди Меола и мн. др. С 1997 даёт мастерклассы в Италии, Германии, Люксембурге, Испании. Записи компакт-дисков (фирма Olympia Лондон, Италия, Лихтенштейн).
С 2001 г. проживает и работает в Германии, возглавляет фестивальный оркестр «International Symphony Orchestra of Germany», выступает в различных концертных залах Германии и Европы.
Аркадий Берин является организатором Фестиваля русской симфонической и камерной музыки, художественным руководителем благотворительной акции «Княжеский бал», инициатором проекта «Детская филармония Европы».
В 1994 году награждён Почётной грамотой Верховного Совета Республики Беларусь
За вклад в развитие русской культуры за рубежом в 2005 году награждён Орденом им. М. В. Ломоносова 
В 2020 году был награждён медалью Франциска Скорины